# Chiisaki yūsha-tachi ~Gamera~
Chiisaki yūsha-tachi ~Gamera~ (小さき勇者たち～ガメラ～? lett. "I giovani eroi - Gamera"), conosciuto anche come Gamera the Brave, è un film del 2006 diretto da Ryūta Tazaki.

## Trama
Antefatto. Nel 1973 Gamera muore, autodistruggendosi per salvare il mondo, e Kousuke assiste alla scena, insieme ad altri bambini, restando molto impressionato.
Tempi moderni. Anno 2006. Kousuke è adulto, gestisce un ristorante, sua moglie è morta in un incidente, il figlio Toru (undici anni) non riesce ad accettare il triste evento. Un giorno Toru trova un uovo protetto da una pietra rossa, da cui nasce una tartaruga che dimostra di saper volare e cresce sempre di più. Toru la ribattezza Toto, ma il padre si rende conto che si tratta di Gamera, tornato ancora una volta per salvare il mondo dalla minaccia di Zedus, grande mostro anfibio. La parte finale vede il combattimento tra i due mostri e la vittoria del bene sul male, senza bisogno che Gamera si autodistrugga come aveva fatto in passato. Toru è felice, dice addio al suo amico che vola alto in cielo come un disco rotante, finalmente lo chiama con il suo vero nome: Gamera.